# Mammillaria elongata
Mammillaria elongata es una especie perteneciente a uno de los mayores géneros de la familia Cactaceae. Es endémica del estado de Hidalgo, Guanajuato y estado de Querétaro en México. Su hábitat natural son las áreas desérticas.

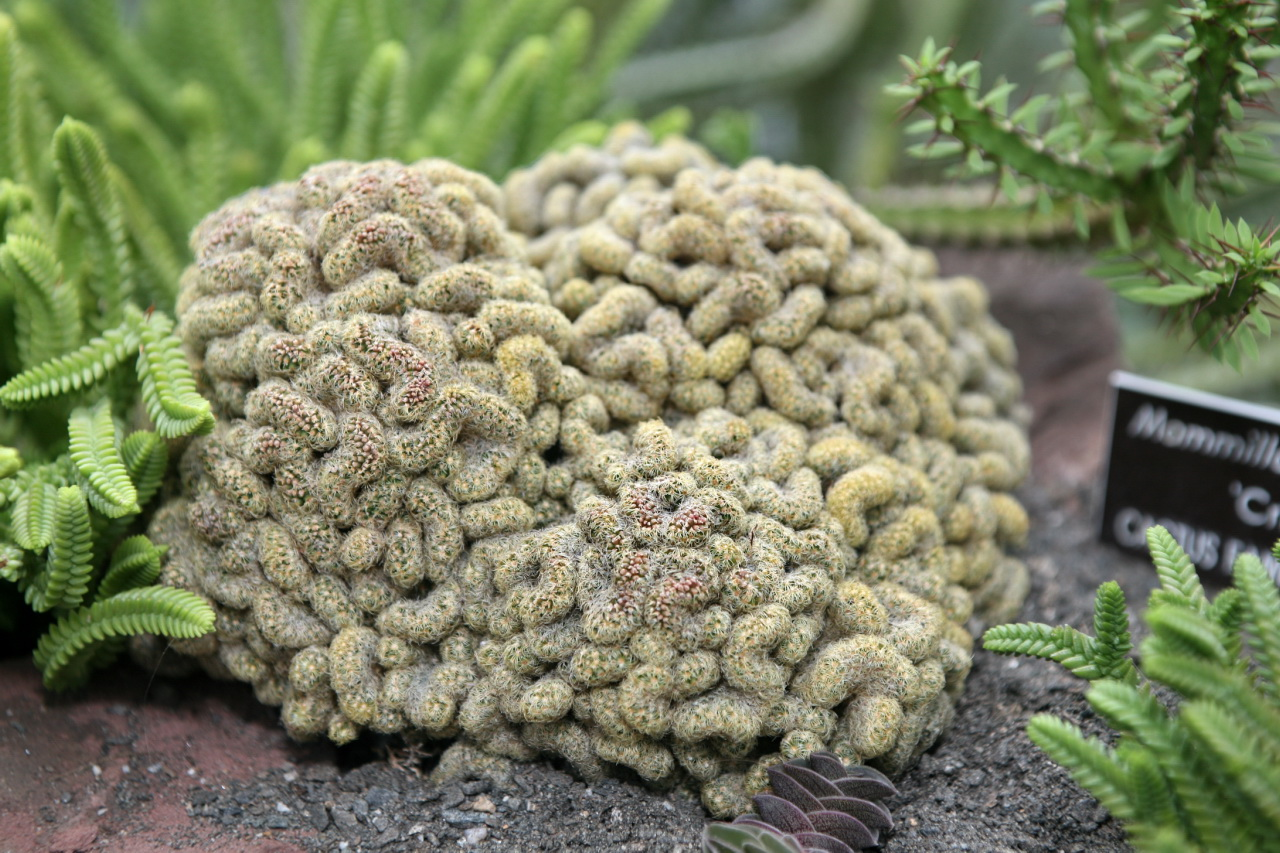
Vista de la planta

## Descripción
Cactus que forma densos grupos de tallos cilíndricos, erectos o semipostrados de unos 6 a 15 cm de largo por 1,5 a 3,7 cm de diámetro. El cuerpo, verde vivo, está formado por cortos tubérculos (mamilas) cónicos (2 a 4 mm) terminados en areolas redondas y lanosas en los segmentos jóvenes, a diferencia de las axilas tuberculares que carecen de lanosidad. Tiene entre 15 a 30 espinas radiales cortas (6 a 12 mm), curvadas hacia fuera que se entrecruzan con las de las areolas próximas y 1 a 3 centrales (a veces ausentes) de color amarillo o dorado. Las flores surgen en la parte superior de los tallos, con pétalos dentados de color amarillo pálido o blanco, a veces con una línea central más oscura o rojiza de 1,5 cm tanto de largo como de diámetro. Los frutos son cilíndricos a globosos de color marrón o rojo con gran cantidad de semillas. Florece profusamente entre finales de invierno y principios de verano.

## Cultivo

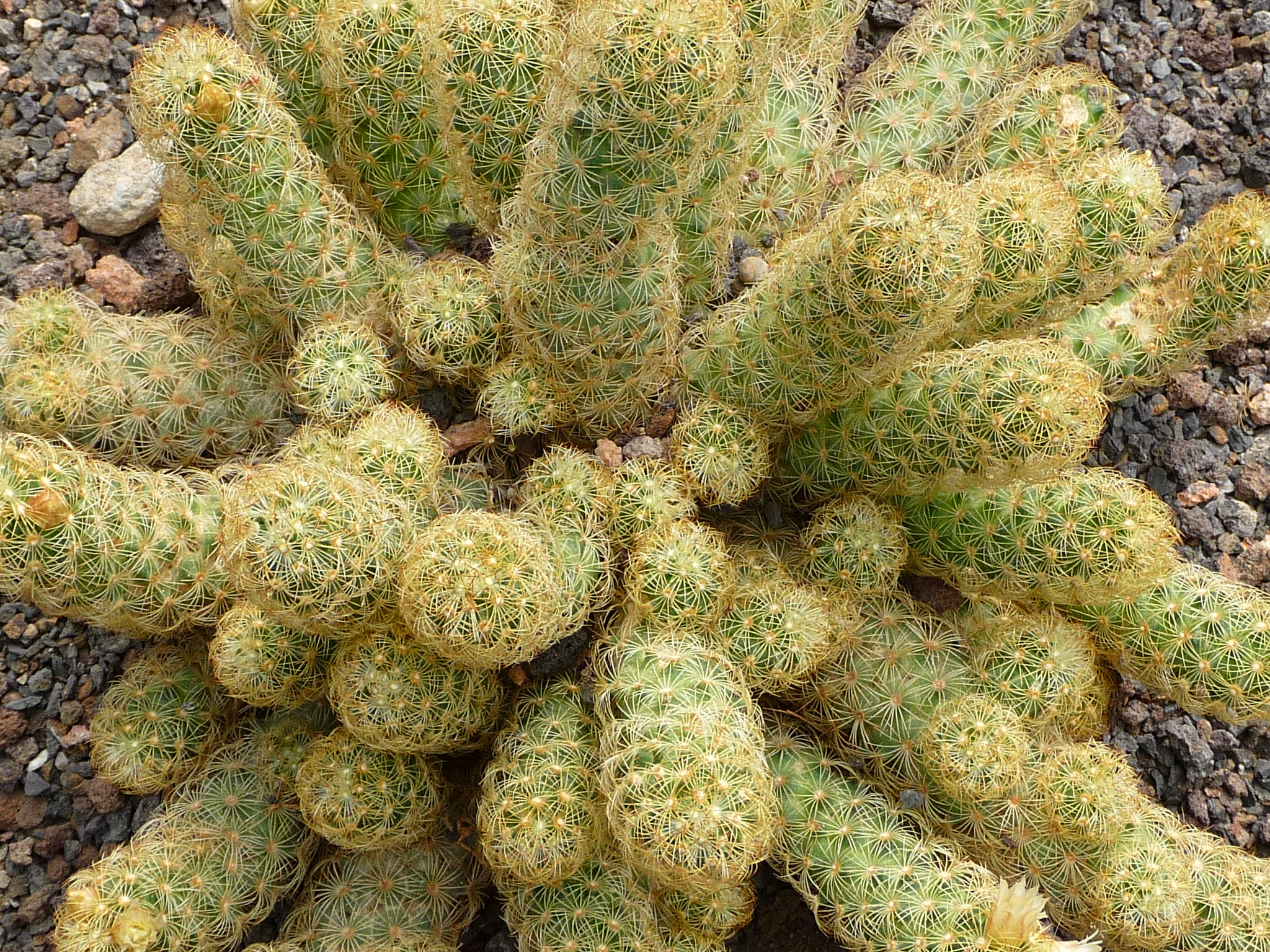
Hábito de crecimiento: Se aprecia la formación en densas matas.

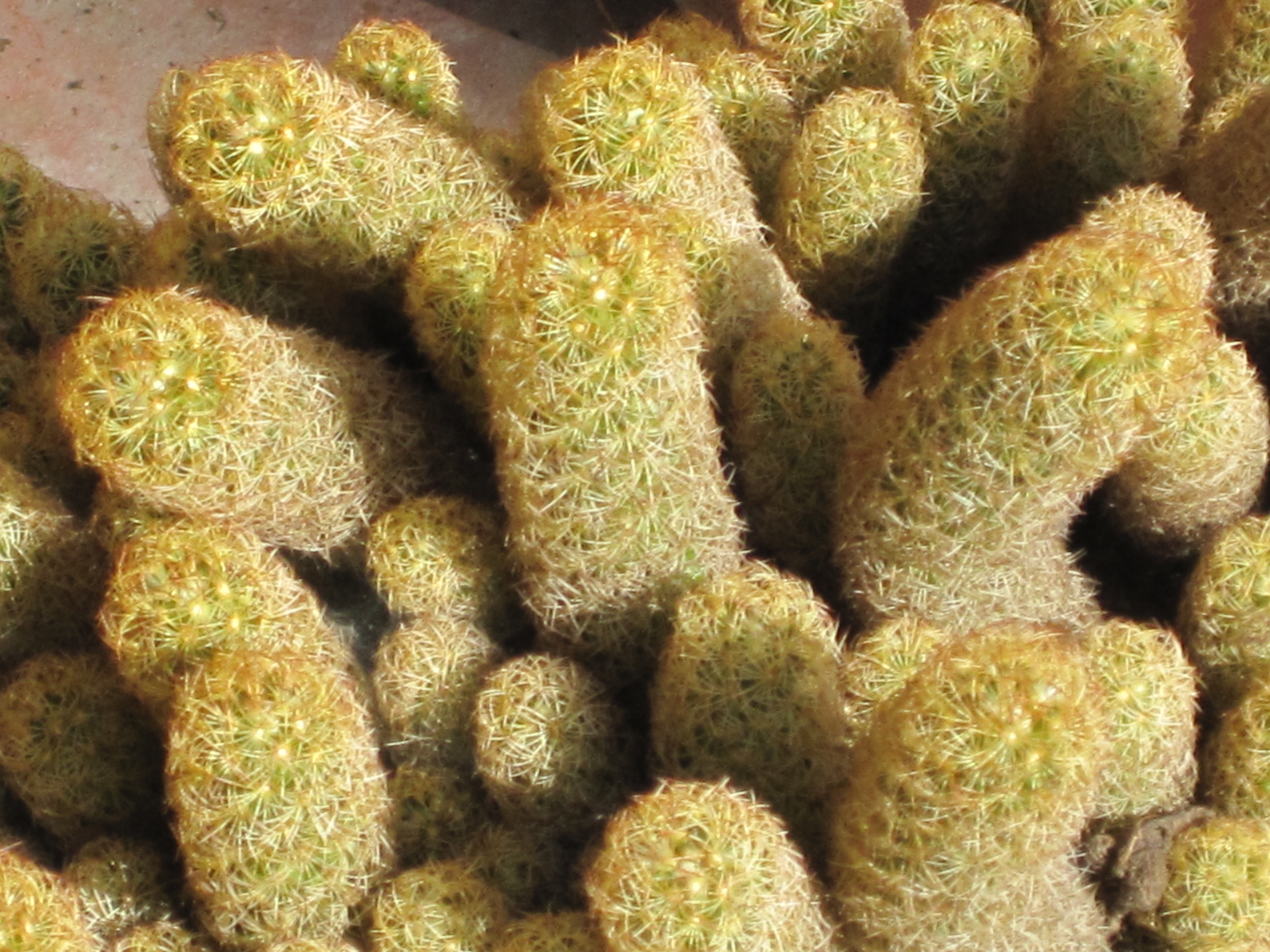
Detalle

Es un cactus de fácil cultivo, de crecimiento vigoroso y rápido. Se puede ubicar a pleno sol o bajo sombra ligera y tolera algún grado bajo cero si el sustrato está seco, aunque el mínimo de seguridad son +5 °C. Es muy sensible al exceso de riego. La multiplicación se realiza por hijuelos, que enraízan fácilmente.

## Taxonomía
Esta especie fue descrita por Augustin Pyrame de Candolle y publicada en Mémoires du Muséum d'Histoire Naturelle 17: 109, en el año 1828.
Etimología
Mammillaria: nombre genérico que fue descrita por vez primera por Carolus Linnaeus como Cactus mammillaris en 1753, nombre derivado del latín mammilla = tubérculo, en alusión a los tubérculos que son una de las características del género.
elongata: epíteto latíno que significa "extendido".
Sinonimia
- Chilita elongata (DC.) Orcutt 1922
- Leptocladodia elongata (DC.) Buxb. 1960
- Mammillaria echinaria DC. 1828
- Chilita echinaria (DC.) Orcutt[4]